# Ammerswil
Ammerswil es una comuna suiza del cantón de Argovia, ubicada en el distrito de Lenzburg. Limita al norte con la comuna de Hendschiken, al este y sureste con Dintikon, al sur con Egliswil, y al oeste con Lenzburg.